# Giaco Schiesser
Giaco Schiesser (* 1953 in Glarus) ist ein Schweizer Theoretiker und Kultur- und Medienwissenschaftler.

## Leben und Wirken
Giaco Schiesser studierte Philosophie, Kulturwissenschaften und Germanistik an der Freien Universität Berlin. Danach Lehr- und Forschungstätigkeit an der Freien Universität Berlin und am Deutschen Seminar der Universität Basel.
Von Mitte der 1980er bis Mitte der 1990er Jahre war er vor allem als Publizist und Wissenschaftsredakteur tätig: zehn Jahre als Mitglied des Redaktionskollektivs der Zeitschrift Widerspruch, fünf Jahre als Wissenschaftsredakteur der WoZ. Daneben forschte er als assoziiertes Mitglied des Hamburger Instituts für Migrations- und Rassismusforschung insbesondere zu Fragen zeitgenössischer Subjektkonstitutionen und zu Fragen des Alltagsrassismus.
Von Mitte der 1990er Jahre bis 2021 war er an der Zürcher Hochschule der Künste (ZHdK) tätig, seit 2022 ist er emeritiert. Zunächst arbeitete er als Dozent für Theorie und Geschichte der visuellen Kommunikation und der Medien, bevor er 1998 den Studienbereich Neue Medien (heute: BA Kunst & Medien / Praxisfeld Digitalität) kreierte, den er bis 2002 zusammen mit der Künstlergruppe Knowbotic Research und der Medienkünstlerin Margarete Jahrmann leitete. Seit dieser Zeit richtete sich der Fokus seiner Arbeit auf die tiefgreifenden ökonomischen, politischen, kulturellen und künstlerischen Folgen der Digitalisierung in der postfordistischen Gesellschaft und auf das Konzept des "Eigensinns der Medien", als Versuch, die Medialität der Medien und deren künstlerisches Potential präziser zu erforschen. 2002 erfolgte die Ernennung zum Professor für Kultur- und Medientheorien. Von 2002 bis 2017 war er Direktor des Departements Kunst & Medien der Hochschule für Gestaltung und Kunst Zürich (2002–2007) und danach der Zürcher Hochschule der Künste, ZHdK, Mitglied der Hochschulleitung (beides 2007–2017) sowie Leiter des Dossiers Forschung der ZHdK (2013–2018).
Seit 1997 hat er zur Konzipierung, Einrichtung und Durchführung künstlerischer Curricula (BFA, MFA) und künstlerischer (practice based) PhD-Programme beigetragen, zu den Problematiken künstlerischer Forschung sowie zu Fragen der Autorschaft, der Psychoanalyse und zu Bob Dylan als DJ.
Im Dezember 2019 wurde er mit dem Preis «Top 100 Leaders in Education» ausgezeichnet. Der vom «Global Forum for Education & Learning» (GFEL) 2019 erstmals vergebene Preis hat den Zweck «to honor the relentless efforts and zeal of individuals, who have played a prominent role in changing the face of education at the global as well as the local level.»
Seit 2009 ist Giaco Schiesser ausserdem permanenter Gastprofessor für künstlerische und wissenschaftliche PhDs an der Kunstuniversität Linz (Österreich). In dieser Funktion konzipierte und gründete er das erste künstlerische PhD-Programm an der ZHdK (Kooperation Zürcher Hochschule der Künste und Kunstuniversität Linz), das er seit dessen Gründung von 2012 bis 2021 auch leitete (seit 2017 zusammen mit Florian Dombois). Von 2009 bis zu ihrer Schliessung durch die ETH 2017 war er zudem Mitglied des Boards der interdisziplinären Cortona-Woche (2009–2017), von 2013 bis 2020 Mitglied, von 2015 bis 2020 Vizepräsident des Executive Board der Society for Artistic Research (SAR). Seit 2013 ist er Mitglied des Beirats von Entresol, Netzwerk für Wissenschaften der Psyche.
Seine Forschungs- und Publikationsschwerpunkte sind Kultur-, Medien-, Subjekttheorie/Epistemologie/Ästhetik, Kunst-Forschung/Demokratie, Öffentlichkeiten und Alltagskultur.

## Schriften (Auswahl)
- Art Education without Condition in Times of Neo-Feudalism and of a New Nihilism. (Chinese Translation, primary publication) In: New Arts, Journal of the National Academy of Art / China Art Academy, Hangzhou, V. 39, Number 5/2018.
- The Florence Principles on the Doctorate in the Arts (Memento vom 11. Februar 2020 im Internet Archive) A Publication by ELIA (European League of the Institutes of the Arts), Amsterdam 2016. (Co-Author)
- Der Soundtrack des Lebens. Bob Dylans Theme Time Radio Hour und das Unheimliche Amerikas. In: Olaf Knellessen, Giaco Schiesser, Daniel Strassberg (Hrsg.): Serialität. Wissenschaften, Künste, Medien. Turia + Kant, Wien 2015, ISBN 978-3-85132-766-3.
- Dritter Zyklus. In: Jens Badura u. a. (Hrsg.): Künstlerische Forschung. Ein Handbuch. Diaphanes, Zürich 2015, ISBN 978-3-03734-880-2.
- What is at stake – Qu’est ce que l’enjeu? Paradoxes – Problematics – Perspectives in Artistic Research Today. In: Gerald Bast, Elias G. Carayannis (Hrsg.): Arts, Research, Innovation and Society. (= ARIS. Vol. 1). Springer, Cham / New York 2015, ISBN 978-3-319-09908-8.
- Die unbedingte Psychoanalyse. Marginalien eines Nicht-Analytikers. In: Brigitte Boothe, Peter Schneider (Hrsg.): Die Psychoanalyse und ihre Bildung. Sphères, Zürich 2013, ISBN 978-3-905933-04-8.
- Eine gewisse Frustration; Paradoxien, Leerstellen, Perspektiven künstlerischer Forschung heute. In: Practices of Experimentation / Praktiken des Experimentierens. Scheidegger & Spiess, Zürich 2012, ISBN 978-3-85881-259-9.
- Autorschaft nach dem Tod des Autors. Barthes und Foucault revisited. In: Hans Peter Schwarz (Hrsg.): Autorschaft in den Künsten. Konzepte – Praktiken – Medien. Museum für Gestaltung Zürich, Zürich 2007, ISBN 978-3-906437-22-4.
- Die «Unbedingte Kunsthochschule» – Kunstausbildung in der post-industriellen Gesellschaft. In: Hans Peter Schwarz (Hrsg.): ZHdK. Den Künsten eine Zukunft. Publikation zur Gründung der Zürcher Hochschule der Künste. Scheidegger & Spiess, Zürich 2007, ISBN 978-3-85881-200-1.
- Medien, Kunst, Ausbildung. Über den Eigensinn als künstlerische Produktivkraft. In: S. Schade u. a. (Hrsg.): SchnittStellen. Schwabe, Basel 2005, ISBN 3-7965-2150-9. (Übersetzungen ins Englische und Chinesische)
- «Praktisch gesehen von keinerlei Belang» – Der Telegraph und die Entfesselung der Ekstase der Kommunikation. In: Kurt Stadelmann, Rolf Wolfensberger: Wunschwelten. Geschichte und Bilder zu Kommunikation und Technik. herausgegeben vom Museum für Kommunikation Bern. Chronos, Zürich 2000, ISBN 3-905313-59-6.
- Das sich selbst fesselnde Subjekt – Lust auf Leben. In: Marion Strunk: Subjekte, Stars und Chips. Subjektpositionen in den Künsten. Edition Howeg, Zürich 1999, ISBN 3-85736-186-7.
- Das Paradies liegt westwärts! 9 Thesen zur Version 8.0 der besten aller Welten. In: René Pfammatter (Hrsg.): Multi Media Mania. Reflexionen zu Aspekten der Neuen Medien. UVK, Konstanz 1998, ISBN 3-89669-224-0.
- Arbeitswelt, Demokratie, Staat – einige Problemfelder im politischen und sozialen Umfeld elektronischer Märkte. In: G. Schiesser u. a.: Electronic Markets: Importance and Meaning for Switzerland. Schweizerischer Wissenschaftsrat, SWR, Bern 1996.
- Lust auf Leben, gefesselt. Der ganz alltägliche Rassismus als blinder Fleck des Antirassismus. In: Fremd im Paradies. Migration und Rassismus. Hrsg. von Udo Rauchfleisch. Lenos, Basel 1994, ISBN 978-3-85787-234-1.

als Herausgeber
- Kurhaus Bergün – Der Traum vom Grand Hotel. Hier und Jetzt Verlag, Baden/Zürich 2021. ISBN 978-3-03919-526-8, Autoren: Corina Lanfranchi, Roland Flückiger und Giaco Schiesser und Fotografien von Ralph Feiner
- mit Olaf Knellessen und Daniel Strassberg: Serialität. Wissenschaften, Künste, Medien. Turia + Kant, Wien 2015, ISBN 978-3-85132-766-3.
- Schnelle Reihe. Department Kunst & Medien / Zürcher Hochschule der Künste, Band 1/2013 (Reihe-Hrsg.), ISBN 978-3-85881-409-8.
- mit Christoph Brunner: Practices of Experimentation. Research and Teaching in the Arts today / Praktiken des Experimentierens. Forschung und Lehre in den Künsten heute. Scheidegger & Spiess, Zürich 2012, ISBN 978-3-85881-259-9.
- Jahrbücher des Departements Kunst & Medien der Zürcher Hochschule der Künste. ZHdK / Series editor Yearbooks Department of Art & Media / Zurich University of the Arts. 4 Bände. Scheidegger & Spiess, Zürich 2006–2012, ISBN 3-905701-84-7, ISBN 978-3-85881-187-5, ISBN 978-3-85881-210-0, ISBN 978-3-85881-259-9.
- als Mitherausgeber: Metaworx – Approaches to Interactivity. Birkhäuser, Basel / Boston / Berlin 2003, ISBN 3-7643-0089-2.
- Otto F. Walter: Gegenwort. Aufsätze, Reden, Begegnungen. Limmat, Zürich 1988, ISBN 3-85791-141-7.
- als Mitherausgeber: Widerspruch. Halbjahreszeitschrift. Zürich 1983–1993, ISSN 1420-0945.
- mit Peter Arnold u. a.: Zwüschehalt. 13 Erfahrungsberichte aus der Neuen Linken in der Schweiz. Rotpunkt, Zürich 1979, ISBN 3-85869-010-7.